# Ambassade van IJsland in Noorwegen
De ambassade van IJsland in Noorwegen is gevestigd in Oslo en staat in het stadsdeel Sentrum. De ambassade behartigt ook de relaties met Griekenland en Pakistan.

## Geschiedenis
De IJslands-Noorse diplomatieke betrekkingen werden op 29 augustus 1940 geformaliseerd, maar pas na de Tweede Wereldoorlog werd op 19 juni 1947 de IJslandse ambassade in Oslo geopend.
Eerder, op 30 januari 1934, werd Vilhjálmur Finsen tot IJslands attaché benoemd bij de Deense ambassade in Oslo, en was daarmee de eerste diplomatieke vertegenwoordiger van IJsland in Noorwegen. Finsen zou in juli 1940 de eerste IJslandse ambassadeur in Zweden worden, nadat de Deense ambassade in Oslo door Nazi-Duitsland gedwongen was te sluiten.
De IJslandse vertegenwoordiging in Noorwegen verhuisde voor de duur van de Tweede Wereldoorlog naar Londen. De na-oorlogse ambassadeur Gísli Sveinsson heropende in juli 1947 de missie in Oslo, die tot april 1948 tijdelijk in het Grand Hotel gevestigd was. In dat jaar werd de definitieve locatie betrokken aan de Stortingsgata in het centrum van Oslo.

## Missie
De IJslandse ambassade in Oslo behartigt ook de relaties met Griekenland en Pakistan, waarbij de ambassadeur in beide landen formeel is geaccrediteerd. Er zijn in het dekkingsgebied elf honorair consuls benoemd, waarvan acht in Noorwegen, twee in Pakistan en een in Griekenland.

## Ambassadeurs
De volgende diplomaten waren ambassadeur voor IJsland in Noorwegen:
| #                                                              | Naam                           | Aanstelling       | Einde missie      | Bron        | Vertegenwoordiging naar |
| -------------------------------------------------------------- | ------------------------------ | ----------------- | ----------------- | ----------- | --- |
| 1                                                              | Pétur Benediktsson             | 20 december 1940  | 4 mei 1942        | [ 5 ] [ 2 ] | |
| 1                                                              | Pétur Benediktsson             | 4 mei 1942        | 31 januari 1944   | [ 5 ] [ 2 ] | |
| 2                                                              | Stefán Þorvarðsson             | 31 januari 1944   | 19 juni 1947      |             | |
| Ambassadeur in Oslo                                            |                                |                   |                   |             | |
| 3                                                              | Gísli Sveinsson                | 1 juli 1947       | 28 mei 1951       |             | |
| 4                                                              | Bjarni Ásgeirsson              | 28 mei 1951       | 15 juni 1956      |             | Landen Polen (1951-1993) Tsjechoslowakije (1951-1993) Israël (1963-1976) Italië (1963-1976)                                                          |
| 5                                                              | Haraldur Guðmundsson           | 5 april 1957      | 1 juli 1963       |             | Landen Polen (1951-1993) Tsjechoslowakije (1951-1993) Israël (1963-1976) Italië (1963-1976)                                                          |
| 6                                                              | Hans G. Andersen               | 1 juli 1963       | 31 augustus 1969  |             | Landen Polen (1951-1993) Tsjechoslowakije (1951-1993) Israël (1963-1976) Italië (1963-1976)                                                          |
| 7                                                              | Agnar Klemens Jónsson          | 1 september 1969  | 2 maart 1976      |             | Landen Polen (1951-1993) Tsjechoslowakije (1951-1993) Israël (1963-1976) Italië (1963-1976)                                                          |
| 8                                                              | Árni Tryggvason                | 2 maart 1976      | 15 mei 1979       |             | Landen Polen (1951-1993) Tsjechoslowakije (1951-1993) Israël (1963-1976) Italië (1963-1976)                                                          |
| 9                                                              | Páll Ásgeir Tryggvason         | 15 mei 1979       | 17 januari 1985   |             | Landen Polen (1951-1993) Tsjechoslowakije (1951-1993) Israël (1963-1976) Italië (1963-1976)                                                          |
| 10                                                             | Niels P. Sigurðsson            | 17 januari 1985   | 11 mei 1989       | [ 7 ]       | Landen Polen (1951-1993) Tsjechoslowakije (1951-1993) Israël (1963-1976) Italië (1963-1976)                                                          |
| 11                                                             | Haraldur Kröyer                | 11 mei 1989       | 7 maart 1991      |             | Landen Polen (1951-1993) Tsjechoslowakije (1951-1993) Israël (1963-1976) Italië (1963-1976)                                                          |
| 12                                                             | Einar Benediktsson             | 7 maart 1991      | 16 september 1993 |             | Landen Polen (1951-1993) Tsjechoslowakije (1951-1993) Israël (1963-1976) Italië (1963-1976)                                                          |
| 13                                                             | Eiður Svanberg Guðnason        | 16 september 1993 | 26 januari 1999   |             | Landen Cyprus Kroatië (tot 1999) Macedonië Polen (tot 2001) Slowakije (tot 2001) Zuid-Korea (tot 1996) Tsjechië (1996-2003) Egypte (vanaf 1999) Bron |
| 14                                                             | Kristinn F. Árnason            | 26 januari 1999   | 24 september 2003 |             | Landen Cyprus Kroatië (tot 1999) Macedonië Polen (tot 2001) Slowakije (tot 2001) Zuid-Korea (tot 1996) Tsjechië (1996-2003) Egypte (vanaf 1999) Bron |
| 15                                                             | Stefán Skjaldarson             | 24 september 2003 | 21 augustus 2008  |             | Landen Cyprus Egypte Macedonië Algerije Koeweit Qatar Saoedi-Arabië Bron                                                                             |
| 16                                                             | Sigríður Dúna Kristmundsdóttir | 21 augustus 2008  | 19 mei 2011       |             | Landen Egypte Griekenland Iran Bahrein Jemen Libië Oman VAE Soedan Bron                                                                              |
| 17                                                             | Gunnar Pálsson                 | 19 mei 2011       | 31 juli 2015      | [ 15 ]      | Landen Egypte (tot 2022) Griekenland Ethiopië (2010-2014) Israël (2010-2014) Afghanistan (2014-2018) Iran (2014-2022) Pakistan (vanaf 2018) Bron     |
| 18                                                             | Hermann Örn Ingólfsson         | 1 augustus 2015   | 31 juli 2019      |             | Landen Egypte (tot 2022) Griekenland Ethiopië (2010-2014) Israël (2010-2014) Afghanistan (2014-2018) Iran (2014-2022) Pakistan (vanaf 2018) Bron     |
| 19                                                             | Ingibjörg Davíðsdóttir         | 1 augustus 2019   | 31 juli 2022      |             | Landen Egypte (tot 2022) Griekenland Ethiopië (2010-2014) Israël (2010-2014) Afghanistan (2014-2018) Iran (2014-2022) Pakistan (vanaf 2018) Bron     |
| 20                                                             | Högni Kristjánsson             | 25 augustus 2022  |                   | [ 20 ]      | Landen Egypte (tot 2022) Griekenland Ethiopië (2010-2014) Israël (2010-2014) Afghanistan (2014-2018) Iran (2014-2022) Pakistan (vanaf 2018) Bron     |
| Bron tot en met maart 2016: Lijst bijgewerkt in februari 2024. |                                |                   |                   |             | |